# Villamuelas
Villamuelas es un municipio y localidad española de la provincia de Toledo, en la comunidad autónoma de Castilla-La Mancha. El término municipal tiene una población de 613 habitantes (INE 2024).

## Toponimia
El topónimo muela deriva del término latino mola, que da ese significado castellano, que es un ‘cerro escarpado por la parte alta y cumbre muy pequeña pero plana’. En el siglo XIII aparece escrito Villa de Molis, Villamolas o Villamuelas.

## Historia
En el siglo XII, Villamuelas estaba unida a la alquería de Cerva Longa, en la ribera del río Algodor, que quedó despoblada por insana en beneficio de Villamuelas. En 1284 parece documentado en su iglesia el clérigo Domingo Pérez, al tiempo que se habla de un vecino, Pedro Micael el pescador que ha pagado al prestamista judío, Ausuleiman Davi, la cantidad de 200 mizcales (moneda marroquí). 
Fue propiedad de la mitra toledana desde tiempos del arzobispo Rodrigo Jiménez de Rada hasta 1583, cuando Felipe II la vendiera a Álvaro de Alcocer.
A partir de 1212, Villamuelas fue ocupado por nuevos repobladores a instancias del arzobispo, ya que la batalla de Las Navas de Tolosa se había frenado el peligro de un avance de los reyes de taifa hacia el norte y había abierto el camino para la conquista de Andalucía.
Realmente las únicas noticias que se tienen de Villamuelas durante todo el siglo XII aparecen recogidas en documentos de origen mozárabe o judío. Durante la revuelta de las Comunidades de Castilla, en los primeros meses de 1521 Villamuelas era favorable al bando comunero en contra del rey Carlos I, por lo que la población sufrió algunas represalias.

## Demografía
Cuenta con una población de 613 habitantes (INE 2024).
| Gráfica de evolución demográfica de Villamuelas entre 1842 y 2021                                                     |
| |
| Población de derecho según los censos de población del INE. Población de hecho según los censos de población del INE. |

A lo largo del siglo XVIII el censo de población era de 360 habitantes. El pueblo se componía de 73 casas, muchas de ellas deterioradas y casi inhabitables. Las enfermedades más frecuentes de aquella época eran las tercianas y los tabardillos, que se combaten en esa época con sangrías y refrescos. 
Es al final del siglo XVIII cuando la población adquiere un número similar al actual, para aumentando levemente en los siguientes, llegando a su máximo desarrollo a principios del siglo XX. Tras la Guerra Civil y a partir de mitad de siglo se produce un proceso migratorio por lo que la población pierde un tercio de sus habitantes.

## Cultura

### Patrimonio
Como edificios más notables de la localidad destacan la Iglesia Santa María Magdalena y la llamada Casa grande.

#### Iglesia

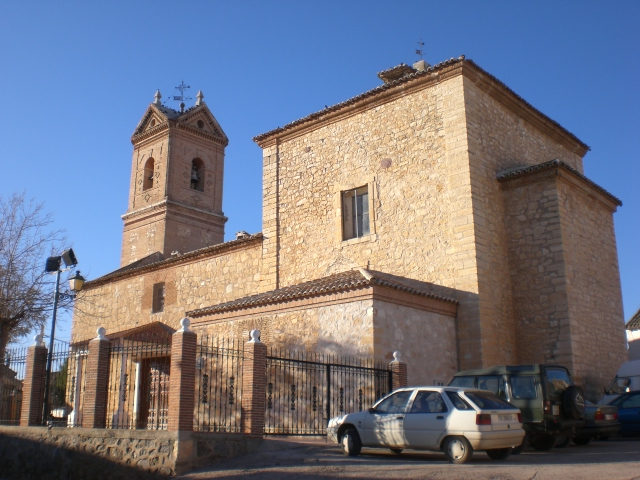
Iglesia

La iglesia cuenta con tres siglos de historia. Fue construida por las aportaciones de los habitantes del pueblo y colaborando también en su construcción. 
No se conservan datos sobre el arquitecto y el maestro de obras. Es de planta rectangular y una sola nave, con dos puertas laterales bajo el coro. A los pies están la capilla bautismal y la base de la torre, y el presbiterio lo forma un ensanchamiento de la nave con un pequeño ábside coronado con un cimborrio. Fue reformada en 2004. 
Cuenta con un archivo bien conservado, en el que los libros más antiguos son de finales del siglo XVI. Están los libros sacramentales (bautismo, matrimonio y defunciones), los libros de fábrica o de cuentas, los libros de ánimas, los libros de hermandades y otros documentos interesantes.

#### Casa grande

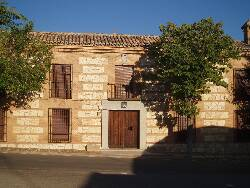
Casa grande

La  denominada Casa grande es un edificio típico de arquitectura castellana. Relacionado con este lugar está la bodega con el mismo nombre, fundada hace más de treinta años. Las uvas usadas para hacer el vino, pueden ser de distintos tipos, pero la variedad predominante es la airén.

### Fiestas
- El último fin de semana de abril son las fiestas grandes en honor del Santísimo Cristo del Gran Poder. El origen o leyenda de estas fiestas se remonta a una temporada de sequías, para pedir que lloviera sacaron un Cristo que estaba olvidado o escondido, y al sacarle empezó a llover. Desde entonces cada año se recuerda este milagro.
- El 22 de julio son las fiestas en honor Santa María Magdalena.
- En este municipio se conservan muchas tradiciones, como son la hoguera de San Antón, la de Santa Lucía. El entierro de la sardina, y el día de la merienda celebrado el 15 de agosto, también es muy importante el día del hornazo.
- Además, se realizan otras actividades como plantar árboles en diversas zonas del pueblo, celebrar el día de la Constitución, y organizar el desfile de carnaval por todo el pueblo.

### Gastronomía
En la gastronomía de Villamuelas destacan platos como las patatas viudas de campo, elaboradas con aceite, pimiento, patatas, pimentón, agua, ajo y perejil machacados; las migas, las gachas, las almohadillas, dulce elaborado con manteca de cerdo, vino blanco, anís machacado, harina y miel; o el conejo con patatas.